# Makgeolli
Il makgeolli (막걸리?, makkŏlliMR) è un vino di riso coreano. Preparato già nel I secolo a.C., è l'alcolico più antico mai prodotto in Corea.

## Nomi
Makgeolli è una parola composta da due parti: mak (막) significa "grossolanamente", mentre geolli (걸리) è un sostantivo deverbale derivato da georeu- (거르-), radice del verbo georeuda ("filtrare", "setacciare"), a cui viene aggiunto il suffisso -i (-이). In inglese si scrive talvolta come "makkoli" (ˈmækəli/).
Un altro nome del makgeolli è "takju" (탁주?, 濁酒?, t'akchuMR, tʰak̚.t͈ɕu), "vino opaco", che ne richiama l'aspetto torbido, opposto a quello del cheongju, "vino trasparente". "Nongju" (농주?, 農酒?, noŋ.dʑu), letteralmente "vino agricolo" o "vino del contadino", ne riflette invece la tradizionale popolarità tra gli agricoltori.

### Soprannome inglese
Nel 2010, il Ministero dell'alimentazione, dell'agricoltura, delle foreste e della pesca sudcoreano annunciò che "drunken rice" ("riso ubriaco") aveva vinto il concorso indetto per trovare un soprannome in lingua inglese al makgeolli, raccogliendo un maggior numero di preferenze rispetto ai secondi classificati "makcohol" (makgeolli + alcohol) e "markelixir" (makgeolli + elixir). La giuria ritenne che il nome scelto avrebbe comunicato con successo l'identità del prodotto come vino di riso e al tempo stesso evocato l'associazione con il suo ambasciatore, il gruppo hip hop Drunken Tiger. Il pubblico sudcoreano accolse freddamente la notizia, obiettando che la traduzione non fosse necessaria e che la parola "ubriaco" avesse connotazioni negative.

### Nome giapponese
Nel 2009, un imprenditore sudcoreano residente in Giappone registrò "makkori" (マッコリ?), la pronuncia giapponese di makgeolli, come marchio commerciale, e iniziò a vendere il liquore importato dalla Corea del Sud sotto questo nome. Nel 2011 diversi produttori di sakè, tra cui le società Gekkeikan e Tatenokawa, lanciarono sul mercato dei vini di riso torbidi chiamandoli "makkori" e annunciarono l'intenzione di esportarli in Asia, America ed Europa: la notizia generò preoccupazione in Corea del Sud, dove venne espresso il timore che ciò potesse portare a credere erroneamente che il makgeolli fosse di origine giapponese.

## Preparazione
Gli ingredienti del makgeolli sono due: riso cotto al vapore e nuruk. Il nuruk è un tortino di cereali secco lasciato a fermentare per favorire la crescita di muffe che producono enzimi idrolizzabili, la cui funzione è quella di decomporre gli amidi del chicco di cereale in zucchero; lo zucchero viene poi utilizzato dal lievito per produrre alcol attraverso la fermentazione. I cereali utilizzati per il nuruk (riso, grano, orzo o fagioli mungo) influiscono sul sapore finale del makgeolli.

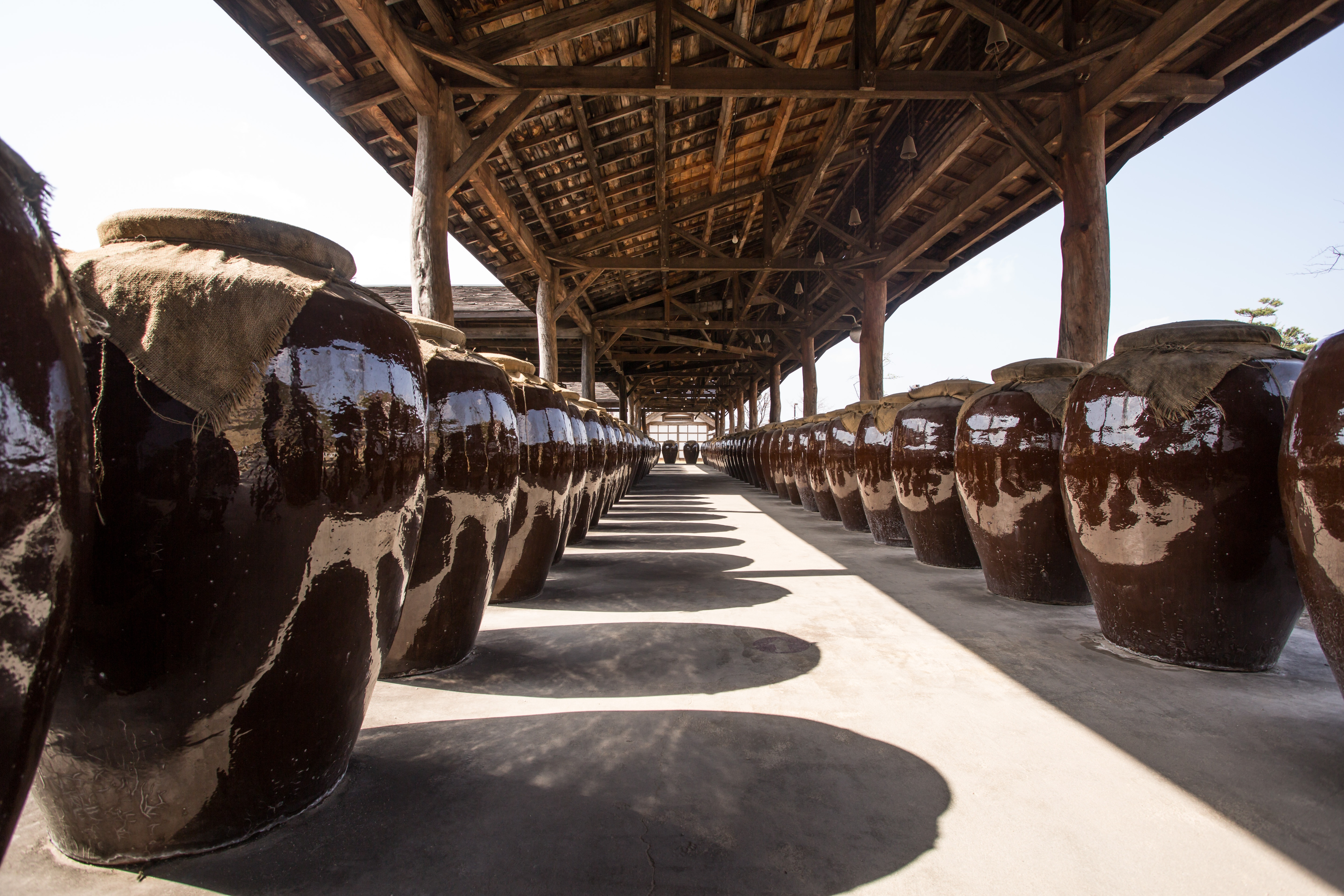
Giare per la fermentazione del makgeolli.

Tradizionalmente, riso e nuruk vengono mescolati e lasciati a fermentare in grosse giare di argilla permeabile chiamate onggi. Ingredienti aggiuntivi come mais, castagne, erbe, frutta e fiori possono essere usati per cambiare l'aroma del prodotto finale. La fermentazione dura circa una settimana e causa la formazione di microorganismi che lo rendono probiotico, ricco di batteri dell'acido lattico del genere Lactobacillus, vitamine, amminoacidi e fibre. Il prodotto finale è un liquore dall'aspetto torbido e lattiginoso, color bianco sporco, leggermente frizzante e viscoso e con un sapore dalle note dolci, pungenti, amare e astringenti. La sua gradazione alcolica è inferiore al 9%.
I makgeolli industriali usano agenti fermentanti diversi dal nuruk, e contengono acqua e additivi come l'aspartame, che conferisce dolcezza senza aggiungere un carboidrato fermentabile, allungando la durata di conservazione. Vengono anche pastorizzati, contrariamente a quelli prodotti con il metodo tradizionale.

## Consumo

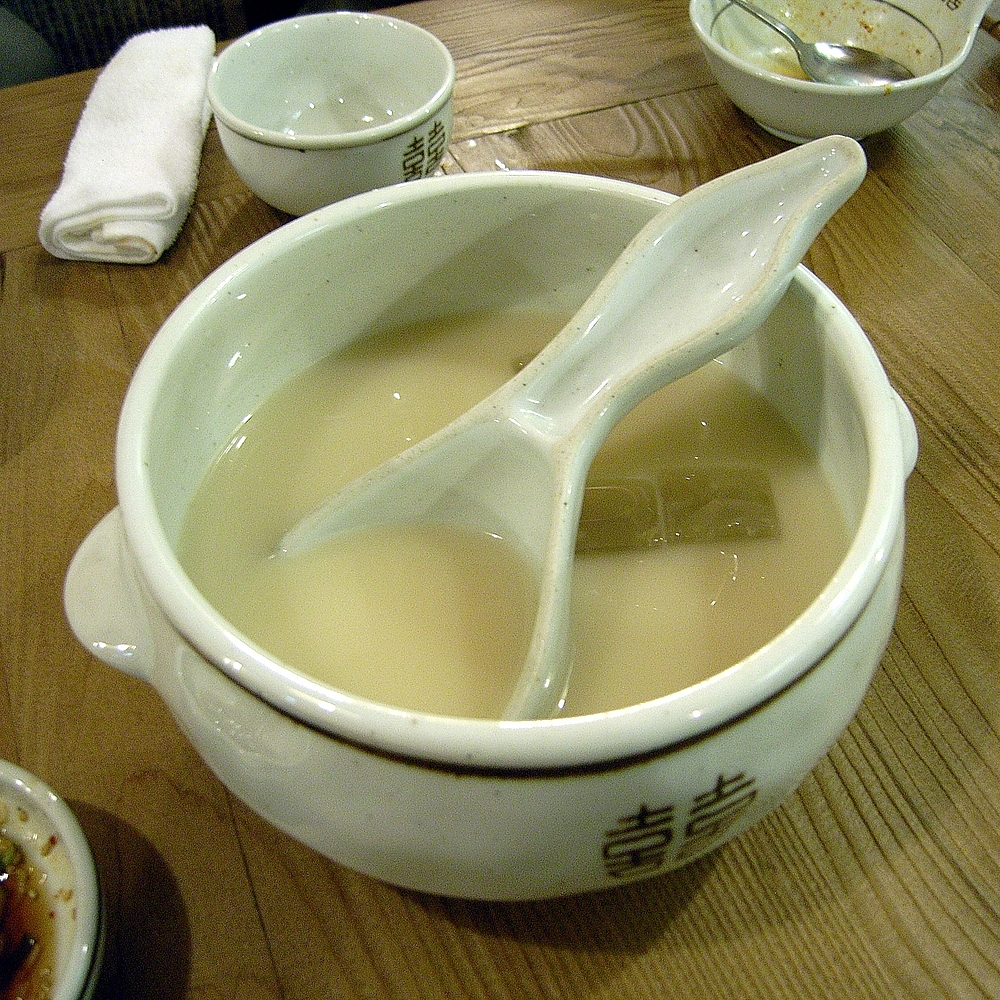
Makgeolli servito in una ciotola di ceramica.

Il makgeolli viene consumato una o due settimane dopo la fermentazione. Fresco, ha un sapore più tenue e cremoso, che acquisisce maggior decisione con il passare del tempo; dopo due mesi dalla produzione, diventa aceto di riso.
Viene solitamente servito refrigerato, in bottiglia o in una ciotola di ceramica con cucchiaio. Prima di berlo, i sedimenti depositati sul fondo vengono incorporati alla parte liquida mescolando con il cucchiaio o agitando la bottiglia chiusa.
Al makgeolli si accompagnano diversi tipi di pancake salati fritti come buchimgae, pajeon e bindae-tteok, una consuetudine spesso associata alle giornate piovose. Esistono diverse teorie sulla sua origine. La prima suggerisce che il rumore della pioggia somigli a quello dello sfrigolio dei pancake, quindi, per associazione, quando piove vengono immediatamente in mente i pajeon. La seconda sostiene che, non potendo lavorare durante le giornate estive di pioggia, gli agricoltori cucinassero i pajeon per placare la fame e li accompagnassero al makgeolli, la loro bevanda preferita. Quest'abitudine diventò con il tempo una tradizione e fu tramandata alle generazioni successive.
Il makgeolli è anche un ingrediente di cocktail ghiacciati con frutta come mango e ananas, e del maksa, nel quale viene unito al saida, una bibita gassata al gusto di limone e lime.
Siccome contiene l'1,9% di proteine, dieci amminoacidi, vitamina B, inositolo e colina, si ritiene che bere makgeolli aumenti il metabolismo, allevi la stanchezza e migliori la carnagione.

## Storia
Il makgeolli è la bevanda alcolica più antica nella storia della Corea. Il vino di riso veniva prodotto già nel periodo dei Tre regni (I secolo a.C.-VII secolo), e il suo consumo sotto il governo di Dongmyeong (37-19 a.C.) è menzionato nella storia di fondazione del Goguryeo contenuta nel Jewang ungi, un poema del 1287.

Il Samguk yusa riporta che nel 661, in Silla, un discendente di re Suro di Geumgwan Gaya produsse lo yorye (醪醴, "vino di riso torbido"). Il Libro degli Wei delle Cronache dei Tre Regni narra che "i coreani di Goguryeo sono abili nella preparazione di cibi fermentati come vino, pasta di soia, e pesce salato e fermentato", mentre la poesia Gōngzishí di Li Shangyin (813-858) contiene un riferimento al "vino di Silla" (新羅酒) fatto di riso non glutinoso. Sotto la dinastia di Goryeo, il nome del makgeolli era ihwaju (이화주?, 梨花酒?, "alcolico di fior di pero") poiché veniva prodotto quando i peri erano in fiore. Preparato in casa da secoli, era considerato un "vino del contadino" o una bevanda da classe operaia rurale.

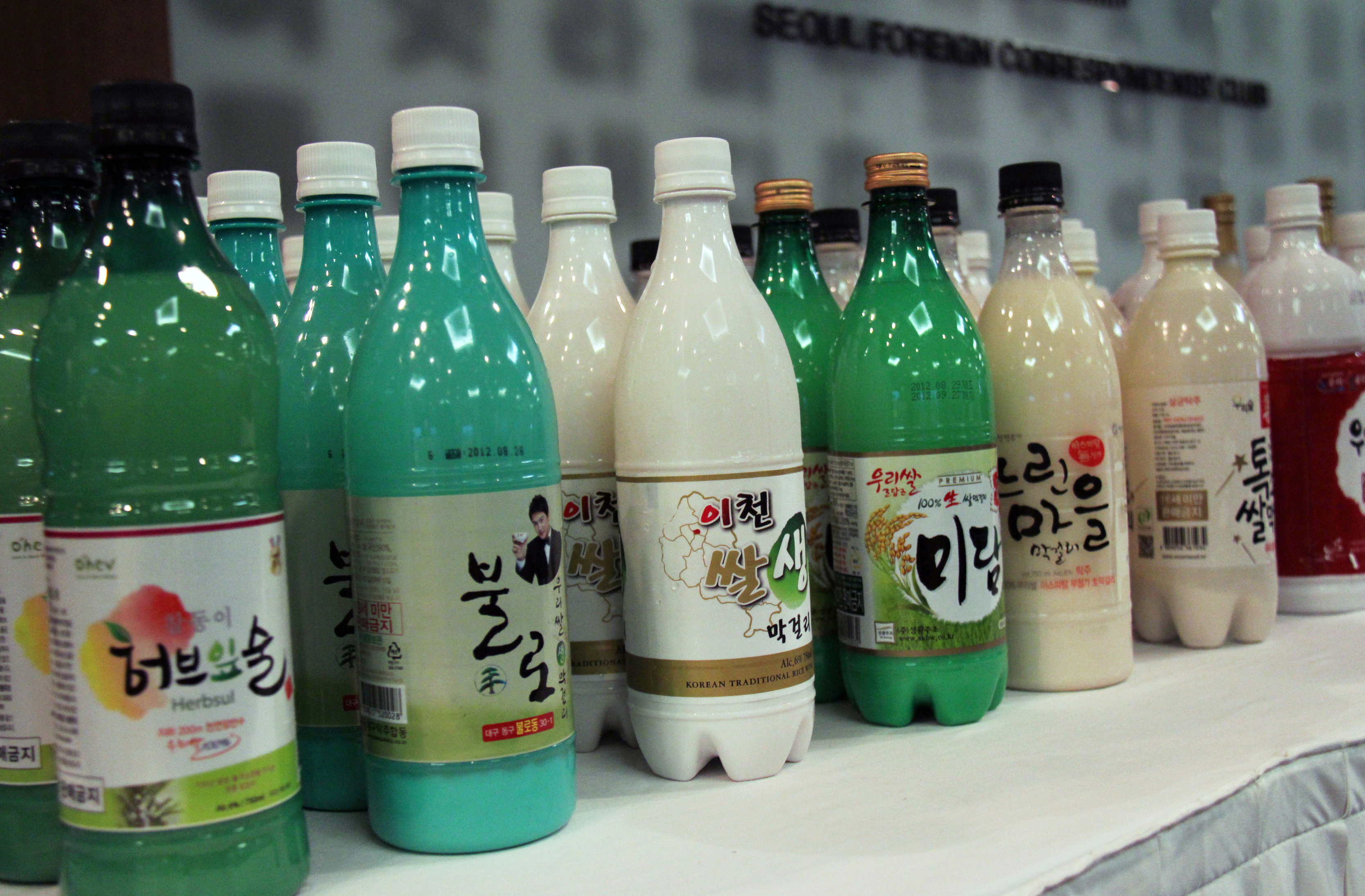
Bottiglie di makgeolli.

Il makgeolli era l'alcolico più consumato in Corea del Sud negli anni Sessanta e Settanta, dopodiché la sua popolarità iniziò a declinare con l'aumento delle importazioni di bevande alcoliche straniere. Parallelamente, una carenza alimentare nazionale portò il governo a bandire l'uso del riso per produrlo: si cominciò quindi a prepararlo con una miscela di farine composta all'80% da grano e al 20% da mais, che ne peggiorò la qualità. Divenuto scadente e fuori moda, ci si concentrò sul venderne il più possibile e le aziende si rivolsero alla produzione di massa: il makgeolli così ottenuto era diluito con l'acqua, e la sua fermentazione veniva attivata non dal tradizionale nuruk, ma da un prodotto industriale.
Nel XXI secolo, il makgeolli ha cominciato a godere di nuova popolarità nelle zone urbane e tra le generazioni più giovani, grazie in parte ai benefici per la salute, la bassa gradazione alcolica e il crescente interesse verso le tradizioni culturali. Oltre ai makgeolli economici venduti in bottiglie di plastica da 750 ml, ne vengono prodotti anche di fascia alta utilizzando i metodi tradizionali, senza additivi. Nel 2017 si contavano almeno 700 piccoli produttori di makgeolli in Corea del Sud.